# Uptown Girl (singel Westlife)
Uptown Girl – piąty singel irlandzkiego zespołu Westlife, pochodzący z drugiego studyjnego albumu pt. Coast to Coast. Uptown Girl został wydany w 2001 roku jako singel charytatywny dla organizacji Comic Relief. W tym samym roku został szóstym singlem na Wyspach Brytyjskich, który rozszedł się w największym nakładzie a także uplasował się na 23 pozycji wśród najlepiej sprzedających się singli pierwszej dekady XXI wieku sprzedając się w całkowitym nakładzie 756 215 kopii.

## Teledysk
Teledysk został nakręcony w kawiarni, a w rolę tytułowej bohaterki wcieliła się Claudia Schiffer, natomiast Robert Bathurst, James Wilby, Ioan Gruffudd, Crispin Bonham-Carter i Tim McInnerny zagrali eleganckich klientów.

## Track listy i formaty
UK CD1
1. "Uptown Girl" (Radio Edit) - 3:06
2. "Angel's Wings" (2001 Remix) - 4:14
3. "Uptown Girl" (Video) - 3:14

UK CD2
1. "Uptown Girl" (Radio Edit) - 3:06
2. "Uptown Girl" (Extended Version) - 5:02
3. "Behind The Scenes Footage & Band Messages"

UK VHS Video Single
1. "Uptown Girl" (Video) - 3:14
2. "Behind The Scenes Footage & Band Messages"

Ireland Only Single
1. "Uptown Girl" (Radio Edit) - 3:06
2. "Uptown Girl" (Extended Version) - 5:02
3. "Angel's Wings" - 4:02
4. "Close Your Eyes" - 4:32
5. "Uptown Girl" (Video) - 3:14
6. "Behind The Scenes Footage & Band Messages"

## Listy przebojów
| Lista (2001)                      | Najwyższa pozycja |
| --------------------------------- | ----------------- |
| Australia ARIA Singles Chart      | 6                 |
| Austrian Singles Chart            | 12                |
| Belgia (Flandria) Singles Chart   | 5                 |
| Dania Singles Chart               | 2                 |
| Dutch Top 40                      | 2                 |
| Finlandia Singles Chart           | 13                |
| Francja Singles Chart             | 8                 |
| Niemcy Media Control Charts       | 8                 |
| Irish Singles Chart               | 1                 |
| Włochy                            | 10                |
| Japonia Oricon Singles Chart      | 64                |
| Nowa Zelandia RIANZ Singles Chart | 4                 |
| Norwegia Singles Chart            | 3                 |
| Szwecja Singles Chart             | 2                 |
| Szwajcaria Singles Chart          | 13                |
| UK Singles Chart                  | 1                 |
| UK Radio Airplay Chart            | 9                 |

| Lista (2000–2009)        | Pozycja |
| ------------------------ | ------- |
| UK TOP 100 singli dekady | 23      |